# Vänersborg
För andra betydelser, se Vänersborg (olika betydelser).
Vänersborg är en tätort i Västergötland och Dalsland, och centralort i Vänersborgs kommun, Västra Götalands län samt kansliort för Vänersborgs tingsrätt. Vänersborg var före länssammanslagningen 1998 residensstad i Älvsborgs län och är numera säte för den politiska ledningen i Västra Götalandsregionen (numera regionhuvudstad i regionen), residensstaden är dock Göteborg. Sjöfarten har alltid varit av betydelse för Vänersborg, då staden är belägen mellan Sveriges största sjö, Vänern, och hamnstaden Göteborg via Göta älv. Författaren, tillika kompositören och trubaduren Birger Sjöberg, är upphovsman till Vänersborgs populärnamn Lilla Paris.

## Historik

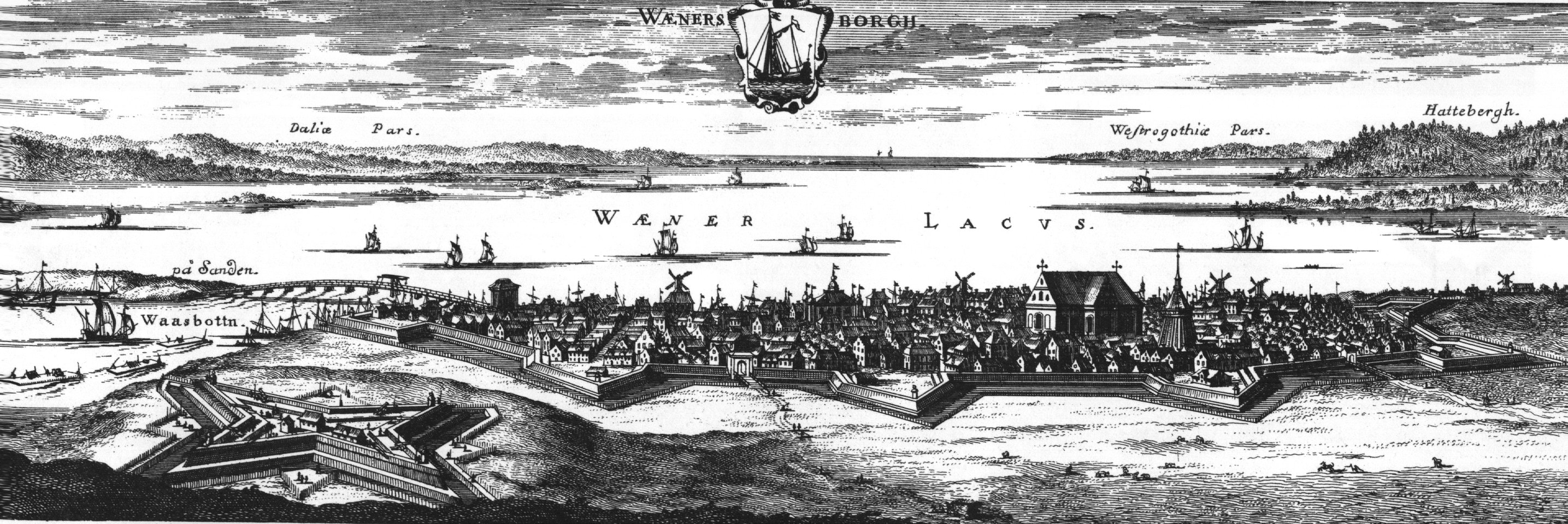
Vänersborg omkring år 1700. Ur Suecia antiqua et hodierna.

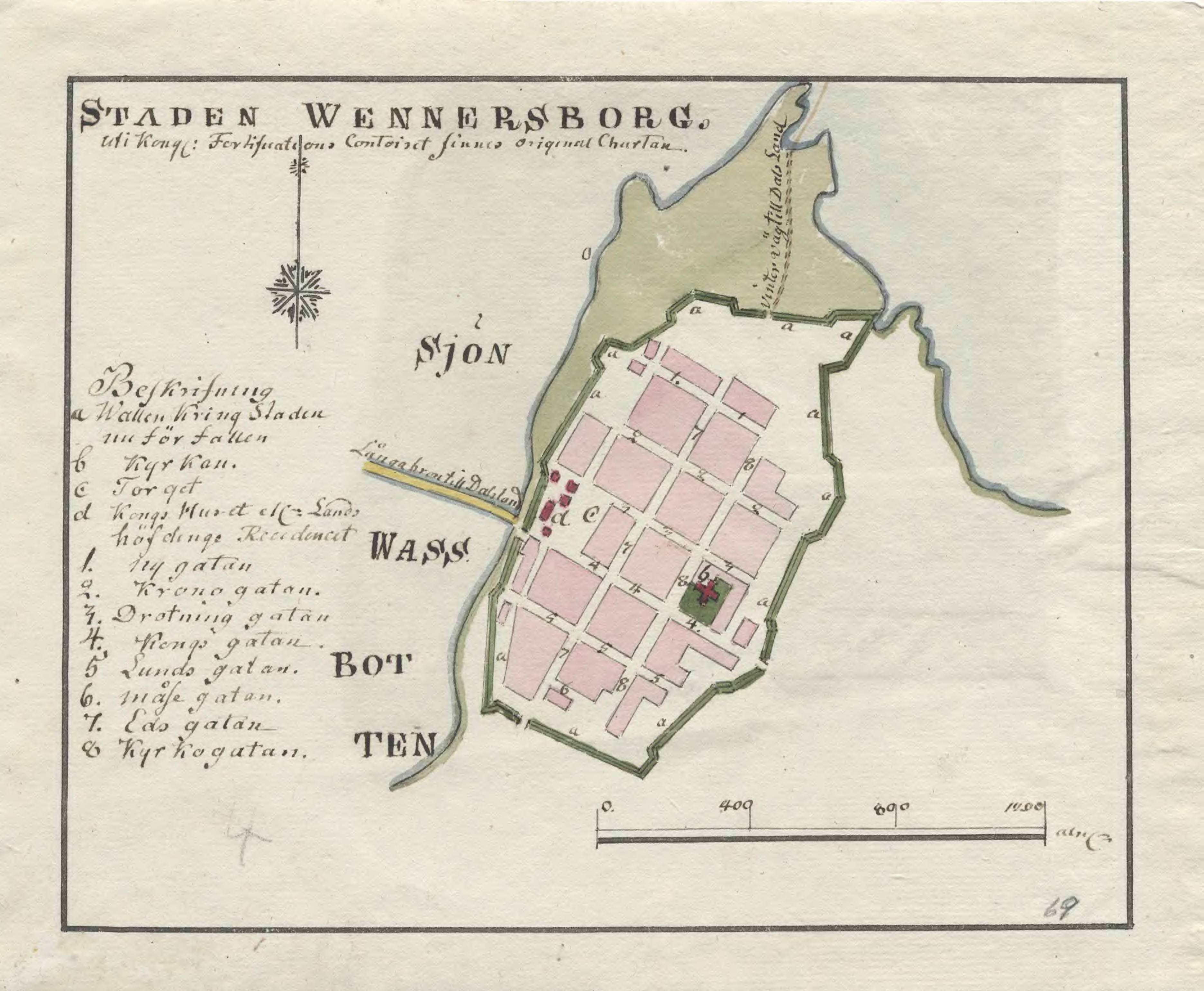
Karta över Vänersborg från 1790-talet.

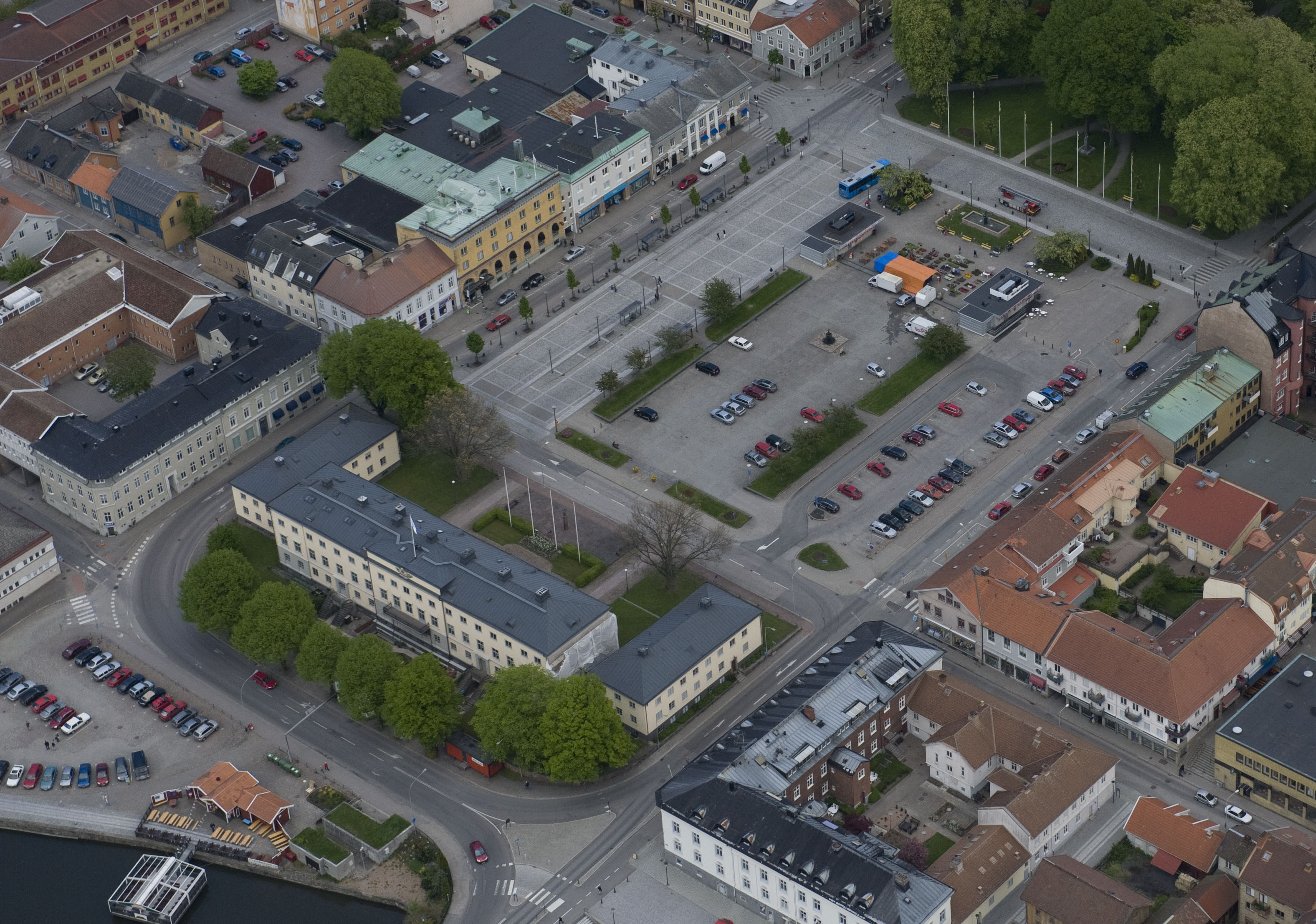
Stora Torget med länsresidenset.

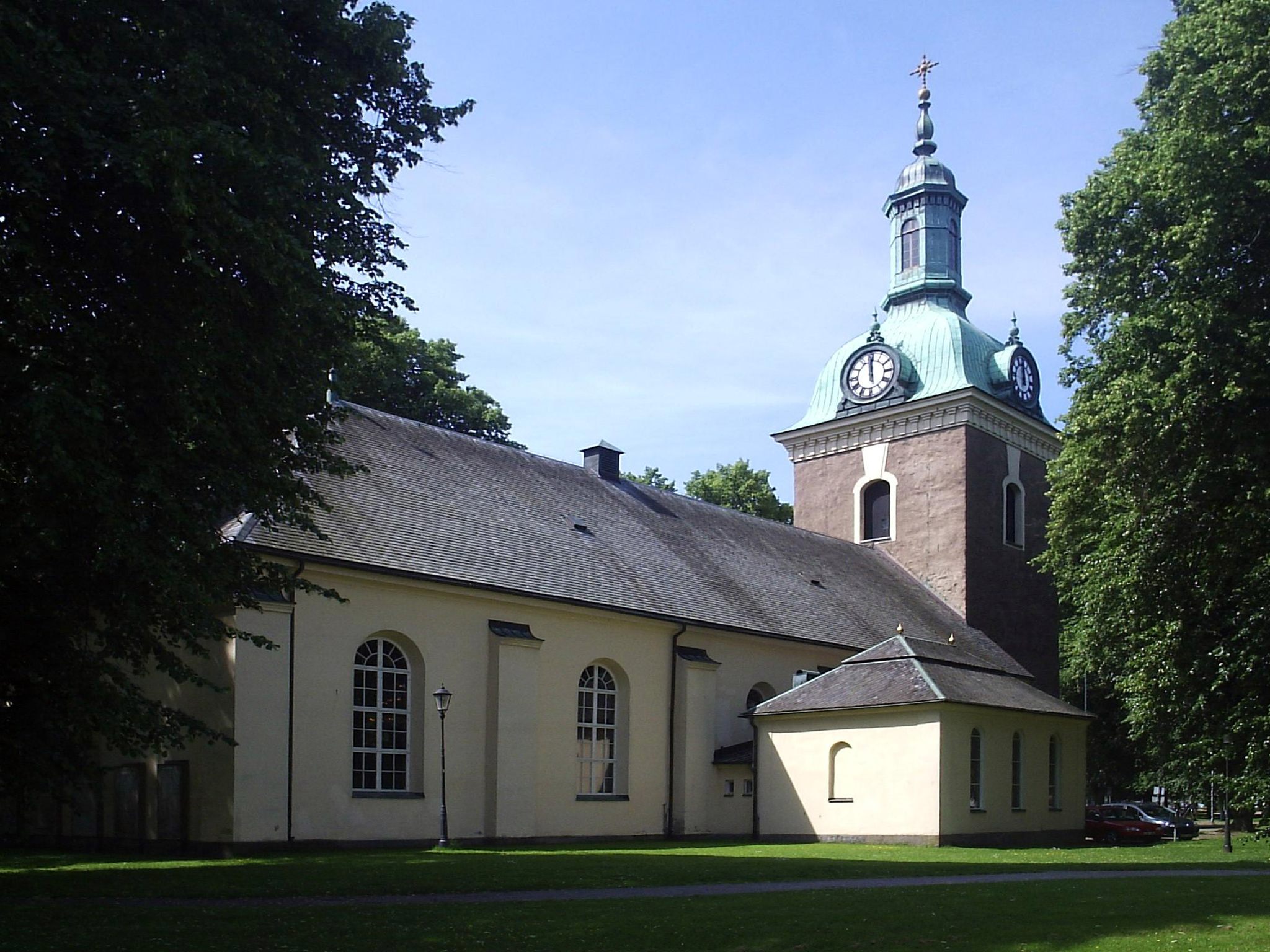
Vänersborgs kyrka.

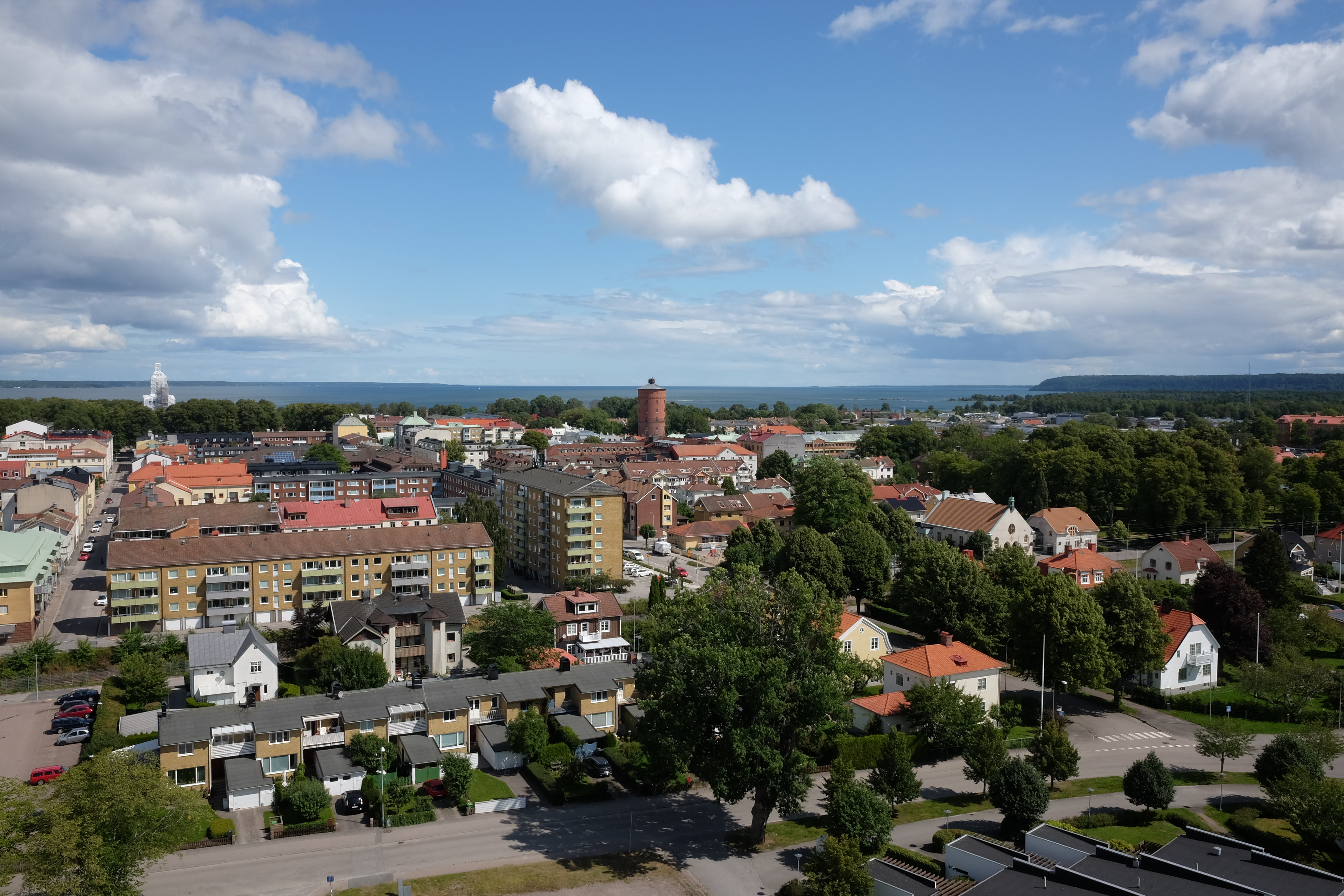
Delar av centrum.

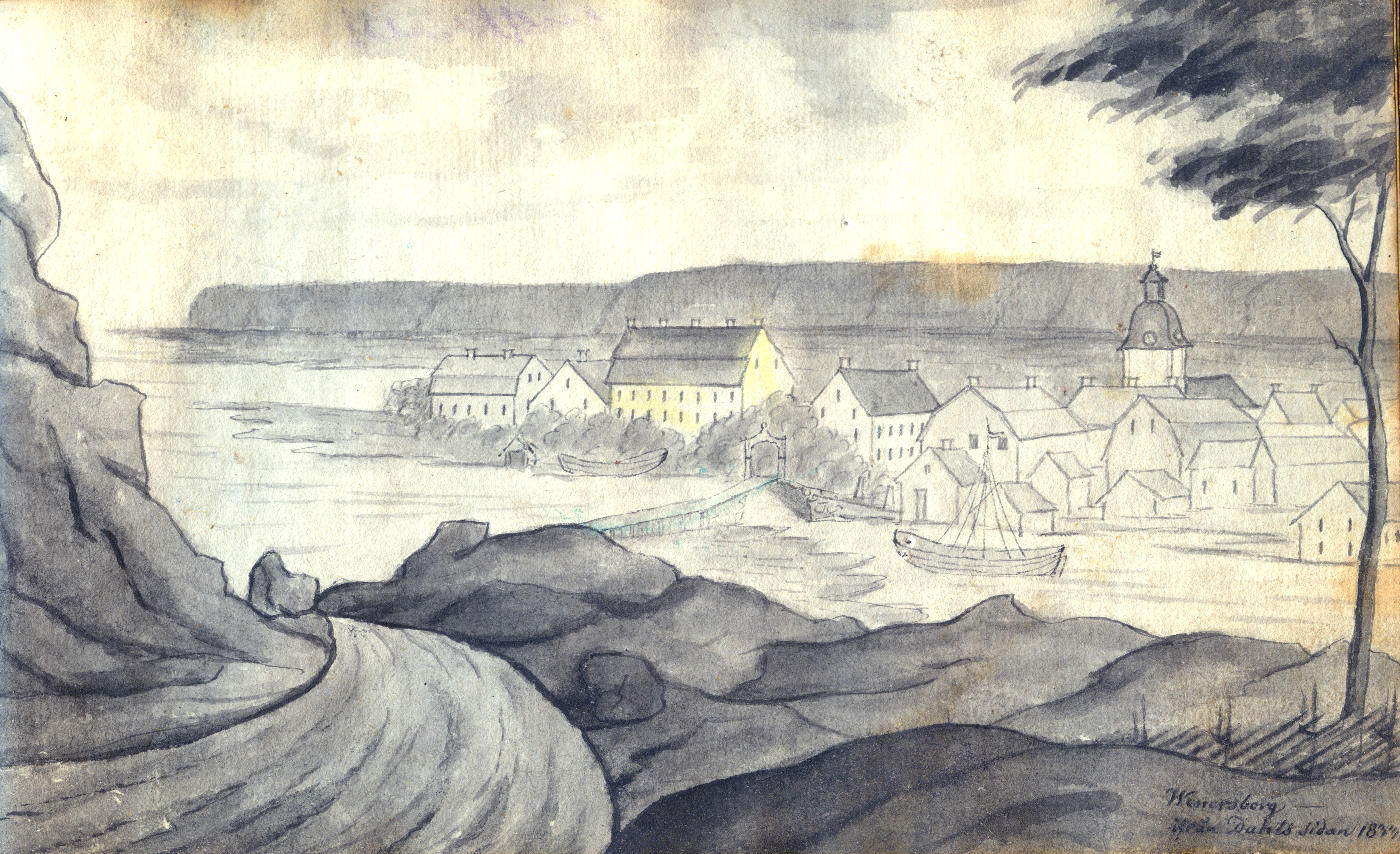
Vänersborg sett från dalsländska sidan 1833.

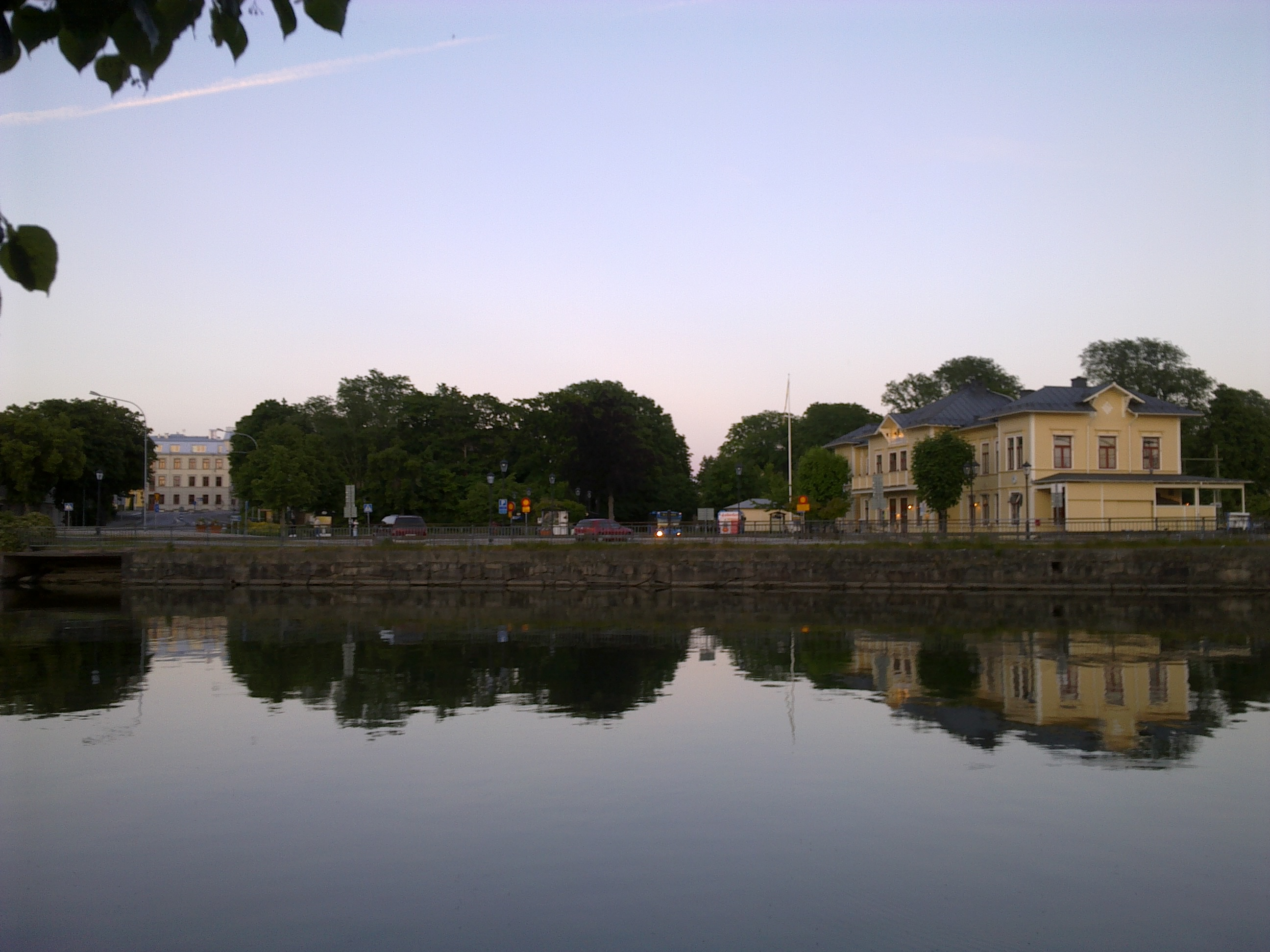
Vänersborgs järnvägsstation.

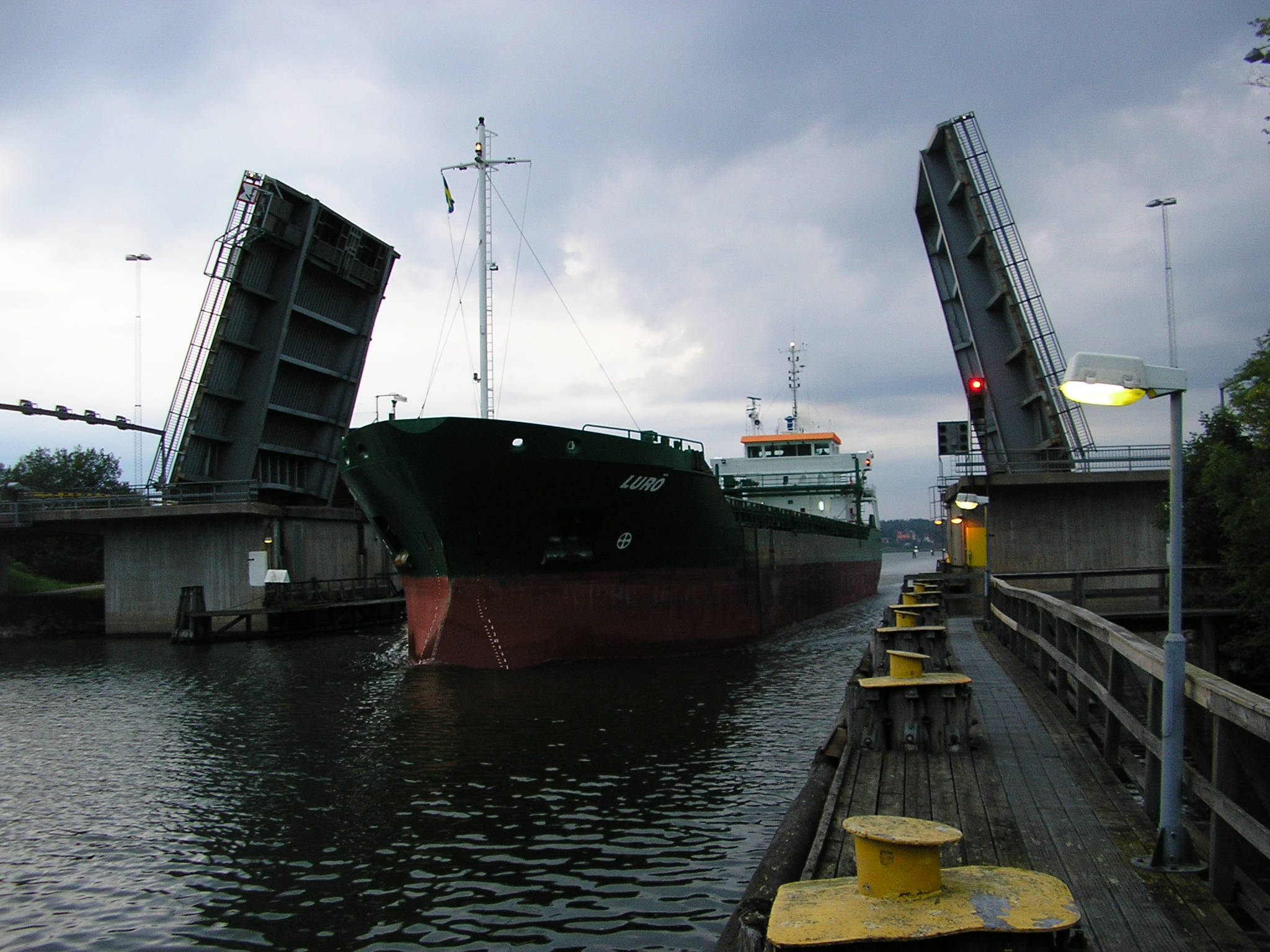
Gropbron från 1966.

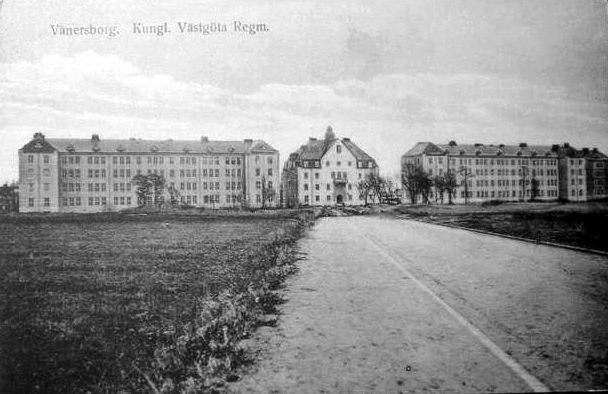
Vy över Västgöta regemente.

De tidigaste kända planerna på en stad i Vassända härrör från 1544. På 1580-talet fick marknadsplatsen Brätte, mellan nuvarande Onsjö och Öxnered, stadsprivilegier. 1641 grundades Vänersborg, och 1 februari 1644 utfärdade Drottning Kristinas förmyndarregering stadsprivilegier för staden.
Den 19 juni 1644 anföll Hannibal Sehested och brände ned staden under kriget mellan Danmark-Norge och Sverige. I början av februari 1645 anföll trupper under överste Henrik Bjelke, efter tre misslyckade försök gav de sig av, se Sammandrabbningen vid Vänersborg 1645. Den 25–26 juni 1676 anföll norska trupper under ståthållare Ulrik Frederik Gyldenløve staden, som satts i brand av svenskarna. Den svenske befälhavaren Hans Mörner kapitulerade, och Gyldenlöve lät släcka elden som tack vare gatornas bredd inte hunnit ställa till någon större skada, se Slaget vid Vänersborg. Den 10 september 1676 lämnade Gyldenlöve staden efter att ha plundrat och bränt den. Ett av krigsbytena var en kyrkklocka som idag finns i Vor Frelsers Kirke i Köpenhamn.
År 1679 blev Vänersborg residensstad i Älvsborgs län.
År 1727 fick staden sitt första apotek. 1752 invigdes Brinkebergskulles sluss. 1753 fick staden sin första stadsläkare, som även utsågs till provinsialläkare, den förste i Älvsborgs län. Den 16 november 1756 togs stadens första fattighus i drift. 1783 tillkom stadens första sjukhus.
Natten mellan den 24 och 25 september 1777 utbröt en brand som ödelade kyrkan, skol- och kaplanshusen och ytterligare 52 hus, totalt en tredjedel av staden.
Den 3 oktober 1788 ockuperade danskarna under generalmajor Johan Fredrik von Mansbach Vänersborg, men man var förvarnad och hade utrymt staden. Ockupationen hävdes den 5 november utan att några övergrepp eller plundringar förekommit.
Den 14 augusti 1800 invigdes Trollhätte kanal och Vänersborg fick sjöfartsförbindelse med Göteborg.
År 1816 skedde den sista officersduellen i Sverige med dödlig utgång i Lockerudsskogen utanför Vänersborg.
År 1822 grundades Wenersborgs sparbank, en av de första i landet.
Den 4 oktober 1834 utbröt brand, och inom 10 timmar hade hela bebyggelsen så gott som utplånats.
År 1848 grundades Vänersborgs tändsticksfabrik. År 1853 tillkom den  första telegrafen, och 1855 sattes Norge i telegrafförbindelse med yttervärlden över Vänersborg, och stationen blev en av landets största.
År 1860 öppnade Anders Fredrik Carlsson ett skomakeri som skulle komma att utvecklas till Sveriges första skofabrik, A F Carlssons Skofabrik. År 1928 var företaget landets största skoproducent. Tillverkningen lades ned år 1969.
Den 27 april 1864 började Uddevalla–Vänersborg–Herrljunga Järnväg byggas, och järnvägen invigdes den 17 maj 1867. Den 26 februari 1878 öppnades sträckan Göteborg–Öxnered på Bergslagsbanan, 21 juni 1879 öppnades sträckan Öxnered–Mellerud och hela banan den 1 december 1879. Samma år öppnades Dalslandsbanan och anslutning till det norska järnvägsnätet.
Den 13 september 1864 beviljade Kungl. Maj:t oktroj för Enskilda Banken i Wenersborg med rätt att ge ut egna sedlar. Bankens verksamhet startade 1 februari 1865. De uppgick senare 1943 i Svenska Handelsbanken
Den 16 april 1877 startades den första dövstumskolan och 1905 öppnade ett sinnessjukhus vid Restad.
År 1924 infördes elektrisk gatubelysning, 1952 tillkom det första trafikljuset och 1977 sattes de första parkeringsautomaterna upp, som ersattes med system med P-skiva 1994.
År 1967 lades sista tegelbruket ned och i december 1987 stängdes lasarettet och ersattes av det nybyggda NÄL i Trollhättans kommun.
Högskolan Väst lämnade 2004 Vänersborg för att flytta till grannstaden Trollhättan.
Arena Vänersborg invigdes 2009 och användes vid Bandy-VM 2013 och 2019.

### Residensstaden
Vänersborg blev år 1680 residensstad i Älvsborgs län. 
Västra Götalands län bildades som ett storlän den 1 januari 1998, genom en sammanslagning av Älvsborgs län, Göteborgs och Bohus län och merparten av Skaraborgs län. I och med detta upphörde Länsstyrelsen i Älvsborgs län liksom att staden kom att upphöra som residensstad för landshövdingen i Älvsborgs län. Som kompensation för förlusten förlades istället huvuddelen av Västra Götalandsregionens (landstingets) administration till Vänersborg, och staden blev formellt regionhuvudstad.

### Militärstaden
År 1685 förlade Västgöta-Dals regemente sin mötesplats till Nygårdsängen, strax söder om Vänersborg. Där kom regementet att samlas och vapenövas fram till den 5 maj 1863, då de flyttade sin mötesplats till Grunnebo hed. Vid sidan om sin mötesplats på Grunnebo hed hade regementet en expedition inne i staden. Genom 1901 års härordning beslutades det att förlägga Västgöta-Dals regemente i nyuppförda kaserner i Halmstad. Som en del av detta började en av regementets bataljoner år 1902 att vapenövas vid Skedalahed. Samma år, 1902, namnändrades regementet till att heta Hallands regemente. Den 1 oktober 1906 flyttade hela regementet in på det nya regementsområdet i Halmstad.
Som kompensation, och i syfte att få fart på Vänersborgs långsamma utveckling, beslutades det år 1906 att förlägga Västgöta regemente till staden. I gengäld fick staden upplåta Holmängen och landerierna Källshagen och Niklasberg till regementet för dess kaserner och skjutbanor. Den 15 december 1916 stod det nya kasernetablissemanget färdigt, och regementet flyttade från sin tidigare mötesplats på Axevalla hed in på sitt ny kasernområde, vilket bestod av ett kanslihus, tre bataljonskaserner, kök och matsal, gymnastikhall, förrådsbyggnader, stall, sjukhus och bostäder för underofficerare. Totalt hade regementet nu en kapacitet att förlägga och utbilda drygt 3 000 värnpliktiga.
Genom försvarsbeslutet 1925 beslutades att regementet skulle avvecklas efter repetitionsövningarna år 1927. Den 31 december 1927 halades fanan på regementet för sista gången, och regementet var avvecklat. Flertalet av dem som tjänstgjorde vid Västgöta regemente förflyttades till Skaraborgs regemente, vilket även var det regemente som bevarat Västgöta regementes minnen och traditioner.
Efter att regementet hade avvecklats, öppnades Källhagens sinnessjukhus den 1 juli 1930 inom de tidigare kasernerna. Sjukhuset fick det nya namnet Norra klinikerna 1971. Den 30 september 1982 revs den kasern som låg i vinkel. År 1983 fick sjukhuset det nya namnet Norra sjukhemmet. På grund av psykiatrireformen 1988 lades sjukhusverksamheten ned, och området stod sedan tomt ett par år. År 1992 hade området renoverats till lägenheter, kontor och skola.

### Administrativa tillhörigheter
Vänersborgs stad ombildades vid kommunreformen 1862 till en stadskommun. 1945 införlivade den en del av Vassända-Naglums socken/landskommun och 1952 Väne-Ryrs socken/landskommun. 1971 uppgick staden i Vänersborgs kommun med Vänersborg som centralort.
I kyrkligt hänseende hörde orten från 1642 till 1947 till Vänersborgs stadsförsamling och från 1947 till 2010 till Vänersborgs församling. Från och med år 2010 tillhör Vänersborg Vänersborg och Väne-Ryrs församling.
Orten ingick till 1971 i domkretsen för Vänersborgs rådhusrätt. Sedan 1971 ingår Vänersborg i Vänersborgs tingsrätts domsaga.

### Befolkningsutveckling
| Befolkningsutvecklingen i Vänersborg 1960–2020     | Befolkningsutvecklingen i Vänersborg 1960–2020 | Befolkningsutvecklingen i Vänersborg 1960–2020 | Befolkningsutvecklingen i Vänersborg 1960–2020 | Befolkningsutvecklingen i Vänersborg 1960–2020 |
| -------------------------------------------------- | ---------------------------------------------- | ---------------------------------------------- | ---------------------------------------------- | ---------------------------------------------- |
|                                                    |                                                |                                                |                                                |                                                |
| År                                                 |                                                |                                                | Folkmängd                                      | Areal (ha)                                     |
| 1960                                               | 1960                                           |                                                | 17 125                                         |                                                |
| 1965                                               | 1965                                           |                                                | 18 295                                         |                                                |
| 1970                                               | 1970                                           |                                                | 19 465                                         |                                                |
| 1975                                               | 1975                                           |                                                | 20 510                                         |                                                |
| 1980                                               | 1980                                           |                                                | 19 852                                         |                                                |
| 1990                                               | 1990                                           |                                                | 21 014                                         | 1 145                                          |
| 1995                                               | 1995                                           |                                                | 20 915                                         | 1 150                                          |
| 2000                                               | 2000                                           |                                                | 21 383                                         | 1 154                                          |
| 2005                                               | 2005                                           |                                                | 21 672                                         | 1 157                                          |
| 2010                                               | 2010                                           |                                                | 21 699                                         | 1 157                                          |
| 2015                                               | 2015                                           |                                                | 23 119                                         | 1 131                                          |
| 2020                                               | 2020                                           |                                                | 24 558                                         | 1 229                                          |
| Anm.: sammanvuxen med Katrinedal 2020, men ej 2023 |                                                |                                                |                                                |                                                |

## Stadsdelar

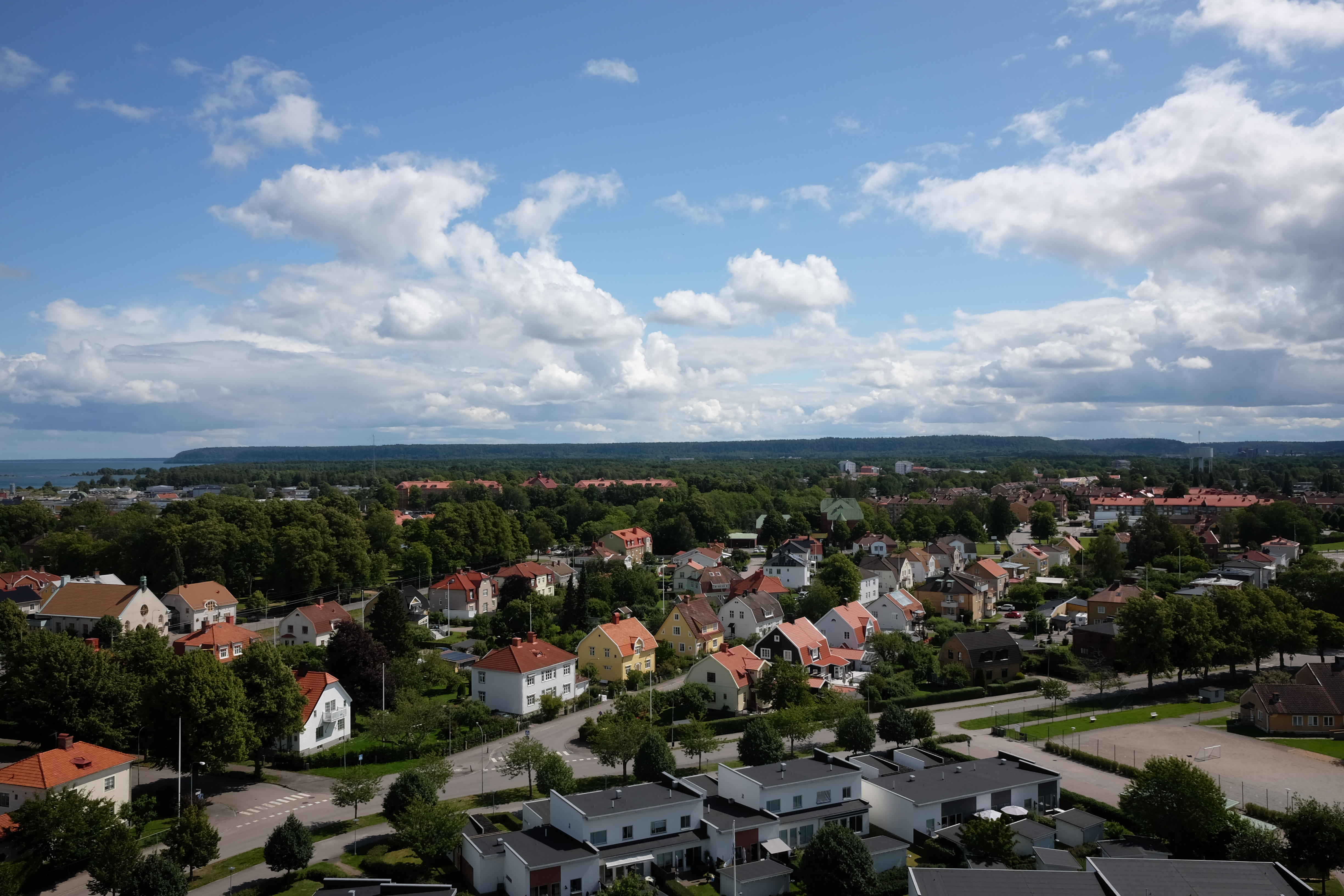
Södra Järnvägsgatan och Belfragegatan med Huvudnäs och Halleberg i bakgrunden.

| - Blåsut - Fredriksberg - Fridhem - Holmängen - Kassaretorpet - Katrinedal - Korseberg - Lyckhem | - Mariedal - Mariero - Nordstan - Onsjö - Restad - Torpa - Öxnered |

## Näringsliv
Hantverk, handel, sjöfart och dess tidigare ställning som residensstad i Älvsborgs län har gynnat Vänersborgs utveckling. Ända sedan 1600-talet har stadens invånare bestått av en dynamisk blandning av administratörer, affärsmän, hantverkare och skickliga yrkesmän. Idag präglas kommunen mer av högteknologiska verkstadsföretag, IT och elektronikindustri, utbildning och kvalificerade tjänsteföretag. Offentlig förvaltning spelar fortfarande en stor roll.
Vänersborg ingår i Fyrstad, som består av Vänersborg, Trollhättan, Uddevalla och Lysekil. Målsättningen för Fyrstad är att fungera som en stad för boende, arbete, näringsliv, utbildning och service. Vänersborg är sedan 1999 säte för Västra Götalandsregionens regionfullmäktige (landstingsfullmäktige) och regionstyrelse.
I Vänersborgs kommun finns drygt 3000 företag registrerade. Av dessa är flertalet småföretag med upp till fyra anställda.

### Bankväsende
Sparbanken i Vänersborg grundades 1822. Genom sammanslagning blev den 1986 Sparbanken Väst, alltjämt med huvudkontor i Vänersborg. Den blev sedermera en del av Swedbank.
Wermlands enskilda bank etablerade sig i Vänersborg år 1842. Enskilda Banken i Venersborg grundades 1864, varefter Värmlandsbankens kontor i staden drogs in. Göteborgs enskilda bank etablerade sig i Vänersborg 1870, men lämnade staden år 1890. Sveriges riksbank etablerade ett kontor år 1902. Värmlands enskilda bank etablerade åter ett kontor i staden den 1 juni 1907, men överlät 1937 detta kontor till Jordbrukarbanken. Vänersborgsbanken uppgick 1943 i Handelsbanken.
Nordea lämnade Vänersborg år 2016. Därefter fanns Swedbank och Handelsbanken kvar på orten.

## Kommunikationer
Se även Kollektivtrafik i Tvåstad (Vänersborg och Trollhättan).
Västtågen, Vy och SJ är de operatörer som kör tågen i Vänersborg.
- Vänersborgs station i centrala Vänersborg, med tåg till bland annat Göteborg, Trollhättan, Uddevalla, Herrljunga, Stockholm och Borås
- Öxnereds station i västra delen av Vänersborg, med tåg till bland annat Göteborg, Uddevalla, Herrljunga, Borås, Oslo och Karlstad

## Media

### Tidningar
- Wenersborgs Tidning 1828–1841
- Wenersborgs Weckoblad 1841–1849
- Tidning för Wenersborgs stad och län 1849–1898
- Wenersborgs-Posten 1866–1872 (redaktör: Johannes Swedborg)
- Elfsborgs Läns Annonsblad 1885–1984, bytte namn till Elfsborgs Läns Allehanda som gavs ut till 2004
- TTELA, sedan 4 december 2004 efter sammanslagning av Elfsborgs Läns Allehanda och Trollhättans Tidning
- Vänersborg just nu 2010–2011, gratistidning för hela Vänersborgs kommun.
- Vänersborgaren,  –2020,[38] gratistidning

### Radio
| Frekvens  | Sändningsbeteckning         | Sändarplats |
| --------- | --------------------------- | ----------- |
| 88,0 MHz  | Rockklassiker               | Trollhättan |
| 90,6 MHz  | Radio Trollhättan           | Trollhättan |
| 91,0 MHz  | Rix FM                      | Trollhättan |
| 91,9 MHz  | Sveriges Radio P1           | Trollhättan |
| 95,7 MHz  | Sveriges Radio P2           | Trollhättan |
| 99,8 MHz  | Sveriges Radio P3           | Trollhättan |
| 101,2 MHz | Lite FM                     | Vänersborg  |
| 103,7 MHz | Sveriges Radio P4 (P4 Väst) | Trollhättan |
| 105,0 MHz | NRJ                         | Trollhättan |
| 106,2 MHz | Star FM                     | Trollhättan |
| 106,9 MHz | Mix Megapol Göteborg        | Trollhättan |
| 107,4 MHz | Radio Treby                 | Grästorp    |

### TV
- TV-kanalen

## Idrott
- Blåsut BK – Bandy
- IFK Vänersborg – Bandy
- IBK Vänersborg – Innebandy
- Vänersborgs Taekwondo Yoksa – Taekwondo
- OK Skogsvargarna – Skidor / Orientering
- Onsjö GK – Golf
- SK Vänersborg – Simning
- Tvåstad Multisport - Multisport
- Vargöns BK – Bandyklubb hemmahörande i Vargön,
- Vänersborgs HC – Ishockey
- Vänersborgs judoklubb - Tränar i samma lokaler som Kali Sikaran och MMA
- Vänersborgs KK – Konståkning
- Vänersborgs BS – Badminton
- Vänersborgs FK – Fotboll
- Vänersborgs GF – Gymnastik
- Vänersborgs IF[39] – Fotboll. Hemmaplan är Vänersvallen. 2021 spelar A-laget i Division 1.
- Vänersborgs RF – Ridning
- Vänersborgs RK – Rugby
- Vänersborgs roddklubb – Rodd
- Vänersborgs SS – Segling
- Vänersborgs SK – Skidor / Orientering
- Vänersborgs TK – Tennis
- Wargöns IK – Fotbollsklubb hemmahörande i Vargön,
- HK Brätte – Handboll
- CK Wänershof – Cykel
- Vänersborgs Bågskytteklubb - bågskytte
- Vänersborgs Vattenskidklubb - vattenskidor

## Vänersborg i populärkultur
Vänersborg är skådeplats i filmerna En man som heter Ove, Storm, Livvakterna, Linas kvällsbok, I taket lyser stjärnorna, Patrik 1,5, Farsan, Tjenare kungen, Den osynlige och Små citroner gula (film).

## Sevärdheter
- Brätte, Vänersborgs föregångare

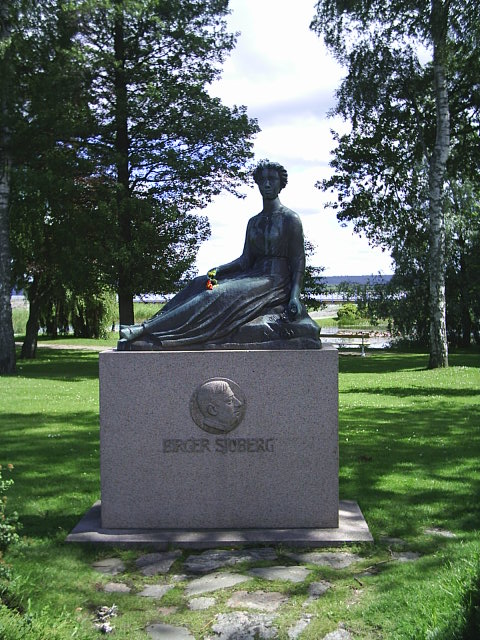
Skräckleparken: Birger Sjöbergs Frida. Skulptör: Axel Wallenberg

- Vänersborgs museum, med unik afrikansk fågelsamling
- Halleberg
- Hunneberg
- Kungajaktmuseet Älgens berg
- Arena Vänersborg

## Kända vänersborgare
- Arne Andersson, löpare

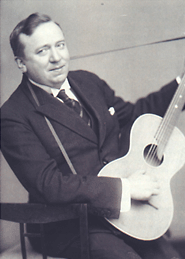
Birger Sjöberg.

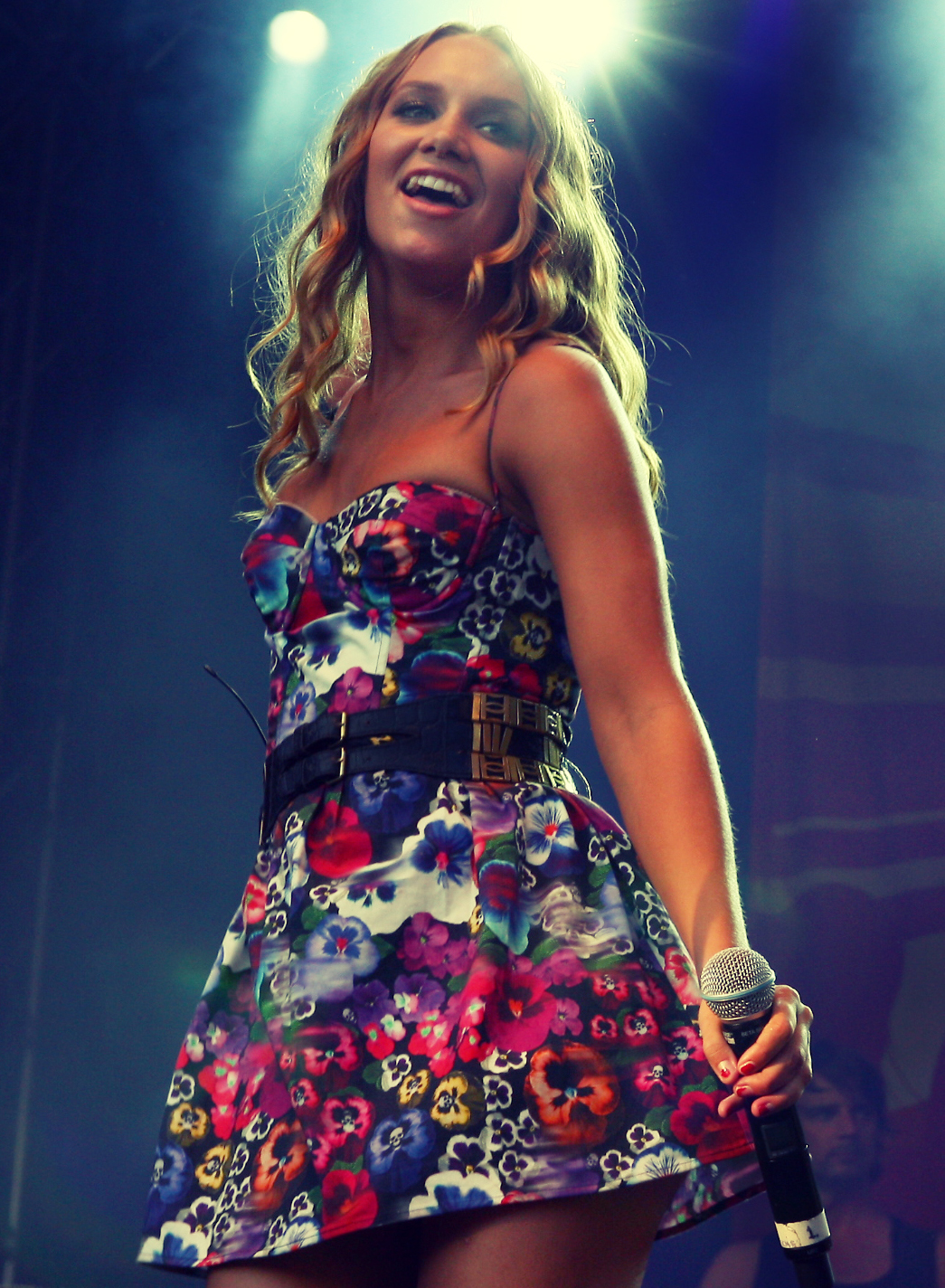
Agnes Carlsson.

- Margareta Arvidsson, Miss Universum (17 juli 1966)
- Anna-Lisa Berglund, bågskytt
- Mats Blomgren, skådespelare
- Agnes Carlsson, sångerska, vinnare av Idol 2005
- Division of Laura Lee, rockband
- Bror Fock, löpare
- Emma Hamberg, författare och illustratör
- Bo Knutsson, expert i tv-serien Antikrundan
- Halvord Lydell, privatlärare
- Britta Pettersson, skådespelare
- Birger Sjöberg, poet
- Erik Sædén, operasångare
- Birgitte Söndergaard, skådespelare och programledare.
- Fredrik Wikingsson, journalist, författare, programledare

## Stadssamarbeten
- Vänersborg är en del av "Tvåstad" tillsammans med Trollhättan.
- Vänersborg är en del av "Trestad" tillsammans med Trollhättan och Uddevalla.
- Vänersborg är en del av "Fyrstad" tillsammans med Trollhättan, Uddevalla och Lysekil.